# 台北市公共汽車乘車專用幣
台北市公共汽車乘車專用幣，起初是1969年由台北市政府規劃以杜絕公車吃票弊端，1976年先專用於票價較高的公營中型冷氣公車，1980年擴大到聯營的大型冷氣公車（自強公車）。隨著以新台幣投幣與冷氣公車逐漸普及，該種代幣便於1988年停止使用。

## 使用歷史

### 出現緣由
1969年7月2日，大有巴士路線開通，台北市公車正式開放民營。當時台北市的各民營與公營公車車票分為普通票、軍警票、兒童票、學生定期票、記者票、公教定期票、乙種公教定期票，加上又有市區與郊區票價，便有多種紙質車票。
台北市公車處售票亭不代售民營車票，沒預買到民營車票的乘客常須在車上購票，且普遍發生漏票情形。少數車掌會利用乘客擁擠時，假裝撕票以偷藏車票來回賣給售票亭。臺北市警察局城中分局還查獲台北市政府印刷所偽造車票。種種紙車票的弊端，社論呼籲要改用金屬幣作為硬票，以利機器管理。
1969年11月6日，台北市政府建設局召集公民營公車負責人舉行協調會，要求各公車公司廢除普通票及孩童票，統一用金屬代幣。專家估計使用代幣後，各台北市公車單位營收，平均每月最少可增加百分之卅以上。公車代幣原預定鑄造全票七百萬枚、半票二百萬枚，鑄造費用成本約六百零五萬元。12月24日，市長高玉樹准由台北市銀行籌辦。

### 中途波折
原先1970年1月9日，台北市公車處以及各民營公車負責人一致贊成採用代幣。不到半年，6月8日，大南汽車總經理嚴道表示，本司、光華、欣欣都持反對。1971年6月15日，台北市長高玉樹答覆議員鄭娟娥，說民營業者反對是不願擔代幣鑄造費用，且向市銀結賑營運收入要公開。大南汽車等公車業者認為不如以貨幣投現，只要在市中心區設置幾個零幣兌換處即可應付。但當時用的壹圓新台幣硬幣相較於當時各國流通的面值小額的硬幣，重量較重、體積較大。如大南客運、光華客運的北投線及關渡線票價為四到五元，投幣較不方便。
1971年11月10日，台北市政府建設局終於與公車業者達成共用代幣的協議，鑄造費用向台北市銀行貸款。原先建設局希望能採用鎳合金，認為質輕堅硬，希望中央銀行能核准。但不久發生一元鎳幣短缺，中央造幣廠以無法承作拒絕。

### 開始流通
台灣經濟起飛期間，工商業邁向自動化，公車人工剪票被認為不經濟。1976年，台北市公車駕駛員月薪七千元，低於貨車駕駛員的待遇，便有節省車掌月薪四千元補貼司機的提議。該年，市營公車售票亭每年佣金達新台幣一千五百萬元，也有以代幣取代紙質票的建議。為取代車掌，1976年中型冷氣公車率先改用透明玻璃側面的投幣箱，讓司機確認代幣後，按下開關使代幣落入下層儲票槽。
建設局為避免冷氣公車影響普通公車服務，除限制冷氣公車數量、不能有學生等優待票，一段票要比普通公車全票貴一元。1976年2月28日，台北市公車處宣布，中型冷氣公車專用代幣正由中央造幣廠籌製中。由工程師劉國聲支援製作一千萬枚，於6月10日先行交出一百萬枚。6月28日，代幣以每枚新台幣六元開始發售，銷售約十萬枚。7月1日，中型冷氣公車啟用之日，短缺代幣的乘客只好將零錢先由司機保管，由司機到終站換成代幣
此種代幣為銅鋅合金，不鐫面額，幣面打洞以利於區分大小相似的五角硬幣。也有乘客會將五角錢幣穿洞作冒充。當時學生流行在上下學時將代幣成串綁在書包旁，以發出叮噹響聲。

### 一票通用
1976年7月29日，台北市長林洋港同意為達成公車聯營，從市庫提出一億兩千萬元以無息撥借參加聯營的公民營公車業者，作為購買投幣箱及製作代幣。為實行各公司可拿票根向公車聯營管理委員會兌錢的「一分法」，就需一票通用。9月2日，台北市公民營公車聯營委員會向台北市議會提出工作簡報，決定統一使用代幣。
1977年4月8日，代幣預算被北市議會擱置。4月30日，台北市公車開始聯營。5月2日，林洋港企圖向議會說服用代幣的優點。6月3日，台北市公車聯營管理委員討論用紙票、代幣、現金，認為採用代幣為宜，建議市政府從速採行。台北市建設局邀集十家公民營公車負責人就公車究竟是否使用代幣進行討論，結果是希望使用，卻又希保留回數票及月票，因此未獲結論。
北市公車聯營初期是採用依固定公式分配收入的「四分法」，所以某家公司吃票嚴重，會影響其他公司利益。1977年6、7兩月份統計，公車聯營管理中心稽查組共查獲吃票案三百一十九件，亦即平均每日五件、平均每二十二位車掌即有一位犯罪，提出以代幣取代紙車票的報告。公車業者估算紙車票以代幣取代而不需用車掌後，每年可省一億四千四百餘萬元的薪水。
1980年7月18日，台北市公車處與光華巴士達成協議，提供中型冷氣公車所用的十五萬枚代幣給光華巴士的大型冷氣公車（自強公車）224路線使用，以達成一票通用。之後，台北、欣欣、大南、中興陸續跟進，冷氣公車一律使用此型代幣。代幣向台北市公車處兌現時，會扣繳管理費百分之五。
原先代幣計畫擴展一億五千萬枚以供台北市二千九百輛公車通用，但以一枚三元鑄造費，需耗資四億五千萬元，遂維持原本的一千萬枚、限於冷氣公車。

### 囤積問題
起初1970年，台北市銀行就考慮使用公車代幣，一旦車票漲價，代幣可否等於漲價後票值。
第二次石油危機期間，1981年2月12日，行政院費率委員會通過交通部所提報的鐵、公路費率調整方案，公路客運平均漲幅為百分之五點七八。該日，台北市公車處一天之內出售約十五萬枚代幣，比平日多六萬多枚，引起公車處長鹿篤位拒絕公布次日數據以免引起恐慌。公車處先於2月13日決定減半供應，16日再減少成只供應一萬枚。3月3日，台北市市政會議通過建設局調整公車票價方案，其中冷氣公車以卅四人與每公里成本廿七元六角九八計算，票價從六元調整為八元。依當時市面流通五百萬枚代幣計算，公車處因此損失千萬元。
1984年11月23日，台北市市政會議通過冷氣公車再從八元調整至十元。公車處估計過目前代幣共有六百餘萬枚在外面流通，若改成十元，即將損失約一千二百萬元。 29日，公車處長唐雪舫宣布，為遏止囤積賺取差額，新票價實施後，代幣仍作八元幣值使用。這是因代幣屬於公車處發售的票證，與現行營運公車預售卡式票性質不同，故可以自行調整。

## 廢止過程

### 開放投現
新竹交通大學運輸工程研究所教授曾國雄向中央銀行建議，為發展公車，新台幣硬幣尺寸要縮小，以利直接投現。1981年12月8日，新版一元、五元、十元硬幣發行，皆較舊版縮小。由於新版一元硬幣大小、厚薄、顏色與台北市冷氣公車使用的代幣相同，台北市政府建設局局長汪彝中便於前一天緊急召集公車業者，要求明年6月底以前裝置重新設計的投幣箱，目前先要求乘客亮票以免冒用。公車處將三百八十台冷氣公車的投幣箱加裝電子設備，當假幣冒充代幣就會發出警告聲。1982年7月28日，台北市公車開放乘客可投現金至投幣箱。
至1988年，因乘客已普遍投現金，出現回收代幣的輿論。3月31日，十家台北市公車業者一致同意，代幣以投現金取代，報請市政交通局核准。

### 空調普及
1988年，學生已常通學時選搭冷氣公車。8月2日，台北市議會財政審查會通過附帶決議：業者應增加冷氣公車數量，可不受議會過去決議的三分之一數量限制。8月18日，為因應冷氣公車代幣短缺，台北市公車處釋出僅存的三百萬枚。10月29日，台北市政府交通局邀集公車業者座談，決議聯營公車將逐漸提高冷氣公車配車比例，使公車全面空調化。

### 全面回收
1988年10月8日，公車處長王協五宣布代幣將全面回收，以投十圓硬幣取代。12月10日，停用冷氣公車專用代幣。廢止後，有家長抱怨子女拿車錢去玩投幣電玩機台，希望恢復此種代幣。
因民眾抱怨截止期限太快，公車處決定報請交通局同意後實施延後。在1991年，代幣僅收回八百萬餘枚。至2003年11月30日，回收結束。
2005年，大都會客運曾向公車處購回十五萬枚，編成一串六枚的紀念吊飾，以每串兩百五十元販賣。